# Смолярня (Чарнковсько-Тшцянецький повіт)
Смолярня (пол. Smolarnia, нім. Theerofen) — село в Польщі, у гміні Тшцянка Чарнковсько-Тшцянецького повіту Великопольського воєводства.
Населення — 123 особи (2011).
У 1975-1998 роках село належало до Пільського воєводства.

## Демографія
Демографічна структура станом на 31 березня 2011 року:
|          | Загалом | Допрацездатний вік | Працездатний вік | Постпрацездатний вік |
| -------- | ------- | ------------------ | ---------------- | -------------------- |
| Чоловіки | 62      | 12                 | 45               | 5                    |
| Жінки    | 61      | 12                 | 35               | 14                   |
| Разом    | 123     | 24                 | 80               | 19                   |